# Smike
Smike ist eine Pop-Musical-Adaption von Charles Dickens’ Nicholas Nickleby, die schon einmal im BBC-Fernsehen übertragen wurde. Der Star dieser BBC-Produktion war Beryl Reid als Mrs Squeers. Weiter spielten mit: Andrew Keir als Mr Squeers, Leonard Whiting als Nicholas, und Ian Sharrock als Smike.
Das Musical wurde ursprünglich im Jahre 1973 an der Londoner Kingston Grammar School von zwei Lehrern, Simon May (der später ein erfolgreicher Komponist für Fernsehsendungen wurde) und Clive Barnett erdacht. Dritter Mitarbeiter war Roger Holman. Das in England sehr populäre Musical wurde mittlerweile mehrfach produziert. Im Dezember 2005 wurde das Stück erneut in der Kingston Grammar School produziert. Seit 2007 liegt eine deutsche Übersetzung von Roman Hinze vor, die inzwischen einige Male gespielt wurde.

## Die Musiktitel
Akt I
- The Daily Test (Schulleiter und Jungs)
- Doing Things By Numbers (Jungs)
- Here I Am (Nicholls und Jungs)
- Stop! And Just Think Who You Could Be... (Jungs)^
- We've Got The Youngsters' Interests At Heart (Squeers und Snawley)
- Wackford, Fanny, Squeersy And Me... (Squeers, Mrs. Squeers, Fanny und Wackford)
- Dotheboys Hall (Squeers, Mrs. Squeers und Jungs)
- Better Off The Way I Am (Smike)
- Don't Let Life Get You Down (Nicholas und Jungs)

Akt II
- In the Warm Light Of A Brand New Day (Smike)
- Dotheboys Rock (Bolder und Jungs)
- Brimstone And Treacle (Mrs. Squeers und Jungs)
- Your Kind Of Woman (Mrs. Squeers und Nicholas)
- We'll Find Our Day (Fanny und Nicholas)
- Here I Am [Reprise] (Nicholas und Jungs)
- Don't Let Life Get You Down / In The Warm Light Of A Brand New Day [Reprise] (Smeeton und Jungs)
- Believe (Nicholls und Jungs)

^Der Musiktitel „Stop! And Just Think Who You Could Be“ hat einen zusätzlichen optionalen Vers sowohl für die Produktion mit Jungen als auch mit Mädchen.